# HathiTrust
HathiTrust  або Hathi Trust Digital Library — електронна бібліотека-репозитарій, створений в результаті співпраці академічних бібліотек США й Європи, з метою зберігання та надання доступу до цифрових колекцій оцифрованих в рамках проєкту Google Книги та ініціативи Інтернет-архів, а також  самостійно окремими бібліотеками. Названий на честь слона Хатхі з творів Редьярда Кіплінга. 

## Історія
У 2002 році компанія Google почала проєкт з оцифрування бібліотечних колекцій університетів. Через судові заборони доступ до всіх матеріалів не був здійсненим.
Однак бібліотеки-партнери отримали копії книг, відсканованих зі своїх фондів, ці матеріали допомогли утворити HathiTrust.
Варто зауважити, що не всі тексти HathiTrust будуть доступні охочим повністю – такі вимоги з дотримання авторських прав. Всього у відкритому доступі буде приблизно 17 відсотків усіх матеріалів.
Проєкт HathiTrust була заснований у жовтні 2008 року як партнерство дванадцяти американських університетів, що входили до консорціуму «Комітет з питань інституційного співробітництва» та одинадцяти бібліотек Каліфорнійського університету. Репозиторій адмініструє Мічиганський університет.
В основі концепції HathiTrust  — свідоме збереження специфіки наукових бібліотек, коли на відбір та ранжування результатів пошуку не впливають комерційні інтереси. У 2012 році кількість бібліотек-учасниць проєкту зросла до 67, у 2015 році було вже понад 80, у 2018 — понад 120.
Станом на 2012 рік матеріали англійською мовою складали 48% від загального обсягу представлених матеріалів.
Виконавчим директором HathiTrust є Майк Фурлоу.
У вересні 2011 року Гільдія авторів подала до суду на HathiTrust (Справа «Authors Guild, Inc. v. HathiTrust) через масштабне порушення авторських прав. Федеральний суд виніс рішення проти Гільдії авторів у жовтні 2012 року, встановивши, що представлення на ресурсах HathiTrust книг, відсканованих компанією Google, відповідало поняттю сумлінного використання згідно із законодавством США.
У жовтні 2015 року HathiTrust налічував понад 13,7 мільйонів томів, у тому числі 5,3 мільйона з яких були у суспільному надбанні у США. HathiTrust забезпечує низку пошукових функцій, зокрема, повнотекстовий пошук у всьому сховищі. У 2016 році понад 6,17 мільйонів користувачів зі Сполучених Штатах та з 236 інших країн, використовували Hathitrust, здійснивши 10,92 млн сесій.
Станом на 2019 рік у політиці ресурсу щодо авторських прав зазначено, що «багато творів у нашій колекції захищені законом про авторські права, тому ми не можемо робити доступними повні тексти тих праць,на які не маємо дозволу власника авторських прав», і також «якщо ми не можемо визначити власника авторського права або дозвільний статус видання, ми обмежуємо доступ до нього поки не зможемо встановити його статус. Через відмінності в міжнародному законодавстві про авторські права доступ до творів, опублікованих після 1879 року включно, обмежений для користувачів з поза США».